# Герб Мату-Гросу-ду-Сулу
Герб штату Мату-Гросу-ду-Сул — геральдична емблема та один з офіційних символів бразильського штату Мату-Гросу-ду-Сул. Розроблений Хосе Луїсом де Моура Перейрою, герб був заснований державним декретом № 2 від 1 січня 1979 року.

## Геральдичний опис і символіка
Герб штату «Мату-Гросу-ду-Сул» представлений півкруглим щитом, внутрішня частина якого розділена на дві горизонтальні частини. Верхня частина (голова герба) блакитного кольору із золотою зіркою посередині, яка є незмінною зіркою на прапорі штату та символізує штат, що зароджується, майбутнє якої багатообіцяюче та плідне. У нижній частині зеленого поля ягуар, що йде, одна з символічних тварин водно-болотних угідь Мату-Гросу-ду-Сул.
Зірки навколо щита символізують муніципалітети штату. По боках щита ліворуч розташована гілка кави, а праворуч гілка парагвайського падуба (Ilex matogrossense, також відомого як Ilex paraguariensis), що представляють дві культури, що були історично важливими в регіоні. З-за щита в горизонтальній половині виходять 9 сонячних променів; 8 цілих і один розрізаний навпіл, що спускаються на горизонті. Сонячні промені починаються на тій самій розділовій лінії, що й внутрішня сторона щита.
Стрічка внизу містить дату створення штату (11 жовтня 1977 року) і назву держави.

### Кольори
|  | Таким чином класифікуються прийняті кольори, а також їх геральдична символіка та значення. Метали: золото (жовтий), окрім того, що символізує справедливість, віру і постійність, нагадує про мінеральні багатства її землі, що мають життєво важливе значення для економічного розвитку нової держави; срібло (білий) уособлює добро, чистоту і перемогу, якості, притаманні тим, хто має благородні почуття". Емалі: зелений може означати оновлення; надію на велику долю, що відкривається перед новою державою; а також зелень її лісів і пасовищ; синій не тільки виражає колір неба, що покриває нову державу, але й перекладається як мудрість, вірність і далекоглядність, вагомі чинники у процесі розвитку народу; чорний і червоний, хоча і є додатками та доповненнями фігури "ягуара", мають своє геральдичне значення: перший - солідність, твердість і захищеність; другий - велич, зухвалість, хоробрість.) |

Керівництво з візуальної ідентичності урядового символу Мату-Гросу-ду-Сулу визначає такі кольори для створення герба:
|  | Колір     | sRGB (шістнадцяткове) | CMYK        |
|  | --------- | --------------------- | ----------- |
|  | блакитний | 37/74/165 (254aa5)    | 100/80/0/0  |
|  | золото    | 255/242/0 (fff200)    | 0/0/100/0   |
|  | конспект  | 0/166/80 (00a650)     | 100/0/100/0 |
|  | ковтки    | 237/28/36 (ed1c24)    | 0/100/100/0 |
|  | соболь    | 35/31/32 (231f20)     | 0/0/0/100   |
|  | срібло    | 255/255/255 (ffffff)  | 0/0/0/0     |

## Дизайн
Перша стаття державного декрету № 2/1979 описує дизайн герба так:
|  | "Щит має пропорції 07 м (сім модулів) на 08 м (вісім модулів) з бордюром шириною 01 м (один модуль), що утворює менший щит розміром 05 м (п'ять модулів). По висоті він розділений на три частини, так що перша третина, головна, має висоту 02 м (два модулі), а решта дві третини складаються зі стрічки та кампанії висотою 04 м (чотири модулі). Посередині цих двох третин розміщена стилізована фігура "ягуара" довжиною 04 м (чотири модулі) та висотою 02 м (два модулі). Бос, блакитного кольору із золотою зіркою в центрі 01 м (один модуль). Зірки зображуються у вигляді рівних кіл діаметром 0,4 м (чотири десятих модуля); межі полів, внутрішня і зовнішня, - 0,2 м (дві десятих модуля). Стрічка, на якій розміщуються дата і назва держави, має бути завширшки 0,75 м (по модулю три чверті), а цифри і літери - 0,5 м (по модулю половина). Радіус респондера становитиме 6,25 м (шість з чвертю модулів), починаючи від центру лінії розмежування верхньої та середньої третин. Заявки, що передбачають "крапки", матимуть розмір 0,05 м (п'ять сотих модуля) на 0,15 м (п'ятнадцять сотих модуля), розміщені попарно, почергово. Відстань між ними повинна бути послідовно 0,05 м (п'ять сотих модуля) і 0,35 м (тридцять п'ять сотих модуля) по довжині та 0,35 м (тридцять п'ять сотих модуля) по висоті." |